# Eishockey in Österreich
| Eishockey in Österreich                             | Eishockey in Österreich                        |
| --------------------------------------------------- | ---------------------------------------------- |
| Verband:                                            | Österreichischer Eishockeyverband              |
| Gründung:                                           | 1912                                           |
| IIHF-Mitglied seit:                                 | 1912                                           |
| Bemerkungen:                                        | 1920–1924 ausgeschlossen, 1939–1946 gestrichen |
| 1. EM-Teilnahme:                                    | 1913 (Teilnahme 1912 wurde annulliert)         |
| 1. WM-Teilnahme:                                    | 1928                                           |
| 1. OL-Teilnahme:                                    | 1928                                           |
| Medaillengewinne:                                   |                                                |
| EM: 2 × Gold, 3 × Silber, 4 × Bronze WM: 2 × Bronze |                                                |
| 1. Meisterschaft:                                   | 1922/23                                        |
| 1. Staatsmeister:                                   | Wiener Eislauf-Verein                          |
| Rekordmeister:                                      | EC KAC (32 Meistertitel)                       |

Eishockey ist in Österreich nach Fußball die beliebteste Mannschaftssportart. Der österreichische Eishockeyverband (ÖEHV) wurde 1912 gegründet, seit 1923 wird in einer landesweiten Liga der österreichische Eishockey-Meister ermittelt. Heute ist die ICE Hockey League die höchste Spielklasse, es existiert jedoch mit der Alps Hockey League eine weitere landesweite Meisterschaft. Der ÖEHV organisiert auch das Eishockeynationalteam, das seit 1913 (damals noch als Österreich-Ungarn) an internationalen Turnieren teilnimmt und derzeit (Stand: Juni 2015) auf Rang 16 der Weltrangliste steht.

## Geschichte
- siehe auch Eishockey in Wien

### Eishockey zur Zeit der österreichisch-ungarischen Monarchie
Nachdem im Jahr 1897 zum ersten Mal von Eishockey berichtet worden war, trugen nur drei Jahre später der Training Eisclub und der Wiener Athletiksport-Club das erste offizielle Spiel aus. Gespielt wurde zu dieser Zeit noch mit dem Ball sowie mit sieben Spielern; neben den bekannten Positionen gab es auch noch einen sogenannten Rover, der als bester Eisläufer auf dem Platz eine Art Allround-Spieler darstellte. Im Jahr 1909 wurden mit der Eröffnung der ersten Kunsteisbahn bessere Trainingsbedingungen geschaffen, und der neue Sport erlebte einen ungeahnten Aufschwung in Österreich, das damals noch Teil der österreichisch-ungarischen Monarchie war.
Im Jahr 1912 wurde der österreichische Eishockeyverband gegründet und noch im selben Jahr als Mitglied in die Internationale Eishockey-Föderation LIHG aufgenommen. Schon vor der Aufnahme hatte Österreich an der Eishockey-Europameisterschaft 1912 teilgenommen, die deswegen nachträglich annulliert wurde. Österreich wurde dabei durch die Deutsche Eishockey Gesellschaft Prag vertreten, während Böhmen durch Slavia Prag vertreten wurde. Böhmen, dass ebenfalls zu Österreich-Ungarn gehörte, war bereits seit 1908 Mitglied der LIHG. Erst ein Jahr später nahm Österreich dann offiziell an dem Turnier teil, belegte jedoch unter den vier Teilnehmern den letzten Platz.
Die DEHG Prag veranstaltete bereits ab 1911 den Ringhoffer-Pokal, der als (internationale) österreichische Meisterschaft galt. Ab 1913 wurde dabei auch Eishockey mit der Scheibe gespielt. Ab 1912/13 trug der ÖEHV eine eigene Meisterschaft für das Eishockey mit dem Ball aus, die der Wiener Sport-Club gewann und im Folgejahr verteidigen konnte. Ebenfalls 1913 wurde der Ringhoffer-Pokal erstmal mit der Scheibe ausgetragen.

### Internationale Erfolge nach dem Ersten Weltkrieg
Der Erste Weltkrieg unterbrach die Bemühungen, und nach dem Zerfall der Monarchie musste der österreichische Verband im Jahr 1919 neu gegründet werden. Erst zur Saison 1921/22 erfolgte der Wechsel von Bandy auf das kanadische Eishockey mit dem heute bekannten Puck von Verbandsseite.
Nachdem 1921/22 noch ein Bandy-Pokal durchgeführt wurde, wurde die Bandymeisterschaft 1922/23 nach dem Spiel W.B.C gegen Nicholosen am 23. Januar 1923 abgebrochen. Im Jahr 1922/23 wurde erstmals eine österreichische Meisterschaft ausgetragen, die vom Wiener Eislauf-Verein gewonnen wurde. Dabei handelte es sich in Wahrheit aber um einen auf den Raum um Wien beschränkten Wettbewerb, erst nach und nach kamen Mannschaften aus anderen Teilen Österreichs hinzu.
Das Ende der zwanziger Jahre brachte die größten Erfolge für das österreichische Hockey. Dies begann 1927 mit dem Gewinn der Europameisterschaft, wobei kein einziges Spiel verloren worden war. 1930 besiegte die österreichische Nationalmannschaft als erstes europäisches Team eine Mannschaft aus Nordamerika: ein Spiel gegen Kanada konnte mit 1:0 gewonnen werden. 1931 wurde erneut der Europameistertitel nach Österreich geholt, und bei der Eishockey-Weltmeisterschaft 1931 konnte die Mannschaft den dritten Platz hinter Kanada und den Vereinigten Staaten erzielen. 1932 und 1933 folgten zwei Silbermedaillen bei den Europameisterschaften.

### Arbeitersport
Vor dem Zweiten Weltkrieg gab es in Österreich den Eishockeysport der Bürgerlichen und den der Arbeiter. Der Arbeitersport entwickelte sich in den 1920er Jahren sehr schnell und im Jahr 1928 wurden die ersten Eishockeyvereine der Arbeiter gegründet. Sie gehörten dem 1919 gegründeten Verband der Arbeiter- und Soldatensportvereine Österreichs (VAS) an, der sich 1924 in ASKÖ (Arbeiterbund für Sport und Körperkultur in Österreich) umbenannte. Bei der Arbeiter-Winterolympiade 1931 in Mürzzuschlag belegte die Nationalmannschaft der Österreicher den 1. Platz und wurde Olympiasieger.
Mit dem Verbot der Sozialdemokratischen Arbeiterpartei am 12. Februar 1934 in Österreich wurden auch alle angeschlossenen Eishockeyvereine verboten.
In der Folge versuchten Spieler der Arbeitervereine, in anderen Eishockeyvereinen aufgenommen zu werden oder neue Vereine im bürgerlichen Lager zu gründen. So wurde im Dezember 1934 die Vereinigung für Sport und Körperkultur des Gewerkschaftsbundes aufgenommen. So berichtete das Sport-Tagblatt am 20. Dezember 1934 über einen neuen Eishockeyverein der Hammerbrotwerke. Auch die Eishockeysektion Arsenal im Gewerkschaftsbund, die im Januar 1935 aufgenommen wurde, gehört hierzu sowie der Eishockeyklub Meidling.
Das Bürgertum nahm keine Notiz vom Eishockey der Arbeiter. Im Sport-Tagblatt wurde am 22. Jänner 1934 berichtet, dass die österreichische Arbeiter-Eishockeymannschaft an dem lettischen Arbeiter-Wintersportfest am 17. und 18. Februar 1931 in Riga teilnehme. Dieser Hinweis hat Seltenheitswert. Die Zeitschrift „Der Eishockeysport“ berichtete auch nur einmal, indem man sich hier über das schnelle Wachstum des Eishockey-Arbeitersports wunderte und dieses für den eigenen Verband wünschte.

### Deutsche Meistertitel durch Wiener Vereine
Ende der dreißiger Jahre folgte der Anschluss an Deutschland. Zu dieser Zeit existierte der ÖEHV nicht mehr, stattdessen nahmen einige österreichische Mannschaften an der Deutschen Liga teil, was dazu führte, dass der EK Engelmann und der Wiener EV in ihrer Vereinsgeschichte je auch einen deutschen Meistertitel gewannen. Während des Zweiten Weltkrieges kam der Spielbetrieb völlig zum Erliegen. Erst 1945 wurde der Verband neu gegründet, und 1947 konnte das Team erneut die Bronzemedaille bei einer Weltmeisterschaft erobern.

### Abstieg in die Zweitklassigkeit
Es folgte allerdings ein sportlicher Absturz, der dazu führte, dass Österreich 1962 sogar bis in die C-Gruppe abstieg, dort jedoch ungeschlagen den sofortigen Wiederaufstieg in die Zweitklassigkeit schaffte. Es dauerte bis ins Jahr 1992, ehe das Nationalteam es wieder unter die besten Nationen der Welt schaffte. Seit dieser Zeit jedoch erfolgte ein beständiges Auf und Ab zwischen A- und B-Gruppe.

## Heutige Situation

### Probleme mit Nachwuchs und Finanzen
Die weltweite Wirtschaftskrise ist auch am österreichischen Eishockey nicht spurlos vorübergegangen. Gab es schon in den letzten Saisonen Anzeichen dafür, dass das Limit der durch Sponsoren lukrierbaren Budgets erreicht war, so wurde dies vor allem durch den Ausstieg des HC Innsbruck aus der Bundesliga mit Ende der Saison 2008/09 offensichtlich. Auch die beiden slowenischen Teams meldeten nach dieser Saison massive finanzielle Probleme. Andere Vereine, wie beispielsweise der EC VSV, arbeiten schon seit längerer Zeit mit kleineren Budgets, um einem drohenden Konkurs aus dem Weg zu gehen.
Ein wichtiger Gesichtspunkt ist hierbei die Anzahl der verfügbaren österreichischen Spieler. Vor allem der Einstieg von Red Bull als Sponsor des Salzburger EBEL-Teilnehmers brachte Schwierigkeiten mit sich, da die Mannschaft einen Großteil der sportlich besseren einheimischen Spieler mit äußerst großzügigen Angeboten unter Vertrag nahm und so die Gehälter der österreichischen Spieler unverhältnismäßig nach oben trieb. Da viele Mannschaften wie beispielsweise die Vienna Capitals jedoch über kaum eigenen Nachwuchs verfügen, konnten sie dies auch nicht durch das Nachrücken jüngerer Spieler kompensieren. Als Folge wurde die Legionärsregelung gelockert und durch ein Punktesystem ersetzt, sodass die fehlenden österreichischen Spieler durch eine große Anzahl an Transferkartenspielern ersetzt wurden. Dies wiederum wurde vor allem von den Vereinen aus Kärnten kritisiert, die seit Jahrzehnten eine der wichtigsten Kaderschmieden in Österreich darstellen. Die erhoffte Verringerung der Budgets trat jedoch nur bedingt ein, wie das Beispiel Innsbruck zeigte. Eine langfristige Lösung kann zurzeit nur die Verbesserung der Ausbildungsarbeit bei jungen Spielern bringen. Ernsthafte Bemühungen in diese Richtung zeichneten sich etwa seit dem Jahr 2009 ab und gipfelten zwischenzeitlich zur Saison 2010/11 in der Gründung einer Reihe von Farmteams aller Bundesligamannschaften und einer verstärkten Zusammenarbeit mit den Clubs der zweiten und dritten Liga. Ebenso konnten sich einige Jugendspieler in besseren ausländischen Nachwuchsligen etablieren.
Der nächste Schritt war 2012 die Gründung der Junior EBEL, einer Nachwuchsliga, deren Teilnahme für alle Bundesligateams verpflichtend ist. Dazu gesellten sich im Premierenjahr einige weitere Mannschaften.

### Die Kluft zwischen Bundes- und Nationalliga
In den letzten Jahren entwickelte sich ein nicht unerhebliches Problem zwischen den beiden höchsten Ligen: die Budgets der Bundesligavereine sind innerhalb weniger Jahre so stark gestiegen, dass sie mittlerweile ein Vielfaches der finanziellen Mittel eines Zweitliga-Vereins betragen. Aus diesem Grunde machte lange Zeit auch kein Nationalliga-Meister mehr von seinem Recht Gebrauch, in die höchste Spielklasse aufzusteigen. Meist wird vor allem mit dem finanziellen Risiko der unverhältnismäßig höheren Investitionen argumentiert. Dies ist vor allem nach dem zwischenzeitlichen Ausstieg des HC Innsbruck ein durchaus gewichtiger Aspekt, der auch auf die Gestaltung der zweiten Liga nicht ohne Einfluss geblieben ist. Während es in der Bundesliga keinerlei effektive Legionärsbeschränkung mehr gibt, hielten die Nationalliga-Vereine an ihrer Beschränkung auf drei Transferkartenspieler fest und versuchten verstärkt, den eigenen Nachwuchs zu forcieren.
Dazu kam, dass sich in Österreich eine Trennung zwischen Ost und West entwickelt hatte. Während allein in Vorarlberg vier (und mit dem neu hinzugekommenen HC Innsbruck aus dem benachbarten Tirol fünf) Nationalliga-Teams existierten, wurde der Osten vor allem von den Bundesligavereinen beherrscht. Die vier Vorarlberger Teams bauten in ihrer finanziellen Planung vor allem auf die zahlreichen gut besuchten Derbies, die bei einem Aufstieg eines Teams in die Bundesliga für dieses weggefallen werden. Außerdem argumentierten diese Mannschaften mit den langen Anreisen für Auswärtsspiele im Osten. Dies führte jedoch dazu, dass die zweithöchste Spielklasse über Jahre hinweg fast ausschließlich im Westen ausgetragen wurde, während Bundes- und Oberliga nur im Osten stattfanden. Dieses Problem wurde mit dem Wachsen der Liga nach Ungarn, Slowenien und Kroatien noch verschärft und konnte erst im Jahr 2012 durchbrochen werden, als mit dem EC Dornbirn und Rückkehrer HC Innsbruck wieder zwei Clubs aus dem Westen in die EBEL aufstiegen. Dies ging jedoch mit einer Existenzkrise der Nationalliga einher, die im Sommer 2012 binnen kurzer Zeit neu ausgerichtet werden musste.

## Kunsteisbahnen in Österreich
Der Hobby- und Freizeiteishockesport ist in Österreich zunehmend durch immer kürzer werdende Benutzungszeiten von Natureisflächen gefährdet. Für den Breitensport wären mehr Kunsteisbahnen wünschenswert.
Die meisten Kunsteisbahnen sind in Tirol in Betrieb. Die meisten Eishallen stehen in Kärnten:

## Aktuelle Ligenstruktur

### ICE Hockey League
Die höchste Spielklasse des österreichischen Eishockeys existiert in ihrer aktuellen Form seit der Saison 1965/66. Der österreichische Meister wird jedoch mit Unterbrechungen seit dem Jahr 1923 ausgespielt. Rekordmeister und gleichzeitig der älteste Verein im aktuellen Teilnehmerfeld ist der EC KAC aus Klagenfurt mit 30 Meistertiteln.
Die Erste Bank Eishockey Liga hat sich im Lauf der letzten Jahre hin zu einer internationalen Liga entwickelt, wobei vier von zwölf teilnehmenden Mannschaften aus dem benachbarten Ausland stammen. Ebenso kamen im Lauf der Zeit Probleme mit der Legionärsregelung auf, die vor allem auf Initiative der Vienna Capitals mehrmals abgeändert und liberaler gestaltet wurde. Dies führte zu einer stark erhöhten Zahl an Transferkartenspielern in der Liga. Dass dies nicht ausschließlich dazu diente, die hohen Gehälter für den vergleichsweise kleinen Pool an österreichischen Spielern zu drücken und damit die Budgets zu reduzieren, bewies der zwischenzeitliche freiwillige Abstieg des EBEL-Teilnehmers aus Innsbruck. Auch einige andere Teams hatten immer wieder finanzielle Probleme, eine langfristige Lösung ist derzeit jedoch aufgrund der Unvereinbarkeit der von den verschiedenen Teams eingebrachten Forderungen noch nicht in Sicht.
Dennoch entwickelt sich die Liga beständig weiter und hat sich inzwischen unter den besseren europäischen Ligen etablieren können. In der Saison 2009/10 wurde erstmals die Marke von einer Million Zuschauern übertroffen, womit die EBEL die slowakische Slovnaft Extraliga überholte und in dieser Wertung europaweit auf Rang sieben stand. Außerdem wurde die Liga als Vollmitglied in die europäische Ligenvereinigung Hockey Europe aufgenommen.

### Nationalliga und deren Nachfolger
Die Nationalliga galt lange Zeit als stabile und finanziell ausgeglichene Liga, in der von den Vereinen ein erheblicher Anteil der österreichischen Jugendspieler ausgebildet wurde. Dies änderte sich im Sommer 2009, als mehrere Vereine Insolvenz anmelden mussten. Nachdem für einige Monate Unklarheit darüber herrschte, ob die Nationalliga in der Saison 2009/10 überhaupt ausgetragen werden konnte, zeichnete sich am Ende dennoch eine Lösung ab, die jedoch die Entwicklung der letzten Jahre zu einem unbefriedigenden Endpunkt brachte. Die beiden steirischen Vertreter KSV Eishockeyklub und EV Zeltweg wechselten in die Oberliga, was dazu führte, dass mit den neugegründeten Zeller Eisbären (Nachfolgeverein des insolventen EK Zell am See) die östlichste Mannschaft der zweiten Liga in Salzburg beheimatet war. Das Teilnehmerfeld schrumpfte zwischenzeitlich auf nur noch sieben Vereine, womit die Liga ihren Stellenwert als gesamtösterreichische zweite Spielklasse de facto verloren hatte und diesen Status mit der Oberliga teilte. Mit dem Aufstieg des ATSE Graz kam jedoch 2010 ein neuer steirischer Verein hinzu. Ein Jahr später folgte eine Anzahl von Farmteams der Bundesligamannschaften, die qualitativ jedoch stark gegenüber den etablierten Clubs abfielen.
Im Sommer 2012 entschieden sich der EC Dornbirn und der HC Innsbruck zu einem Aufstieg in die Bundesliga, während die EBEL-Clubs ihre Farmteams zugunsten einer Junior EBEL zurückzogen. Diese Entwicklung erwies sich als fatal für die zweithöchste Spielklasse. Während der österreichische Eishockeyverband daran arbeitete, die Nationalliga auch auf benachbarte Länder auszudehnen, entwickelte der steirische Verband das alternative Modell einer rein österreichischen Eliteliga. Letzten Endes wurde die Nationalliga als Inter-National-League neu gegründet und schloss nunmehr auch slowenische Clubs mit ein. In der Saison 2013/14 weitete sich das Teilnehmerfeld aus, als zusätzlich fünf Mannschaften der zweiten italienischen Spielklasse und vier weitere slowenische Mannschaften teilnahmen.
Zur Saison 2014/15 unterband der italienische Verband zunächst eine weitere Teilnahme seine Vereine. Ein Jahr später wurde durch die drei Eishockeyverbände von Österreich, Slowenien und Italien die supranationale Alps Hockey League als Nachfolger der INL gegründet.

### Oberliga
Nachdem die Oberliga lange Zeit damit zu kämpfen hatte, dass immer mehr Mannschaften in die jeweiligen Landesligen abwanderten, ergab sich im Sommer 2009 durch die Probleme in der Nationalliga ein unerwarteter Aufschwung. Die Liga, die seit jeher als Bindeglied zwischen dem Profi- und Amateureishockey in Österreich fungiert hatte, wurde durch die Teilnahmen der ehemaligen Nationalligisten KSV Eishockeyklub und EV Zeltweg stark aufgewertet und wurde zwar offiziell noch als dritthöchste Spielklasse geführt, bildete de facto aber zusammen mit der Nationalliga die zweithöchste Leistungsebene. Dies basierte in erster Linie auf der strikten Ost-West-Trennung der beiden Ligen. Während aber die Nationalliga an der Maximalanzahl von drei Transferkartenspielern pro Team festhält, senkte die Oberliga das Limit auf einen und wollte ab der Saison 2010/11 als rein österreichische Liga ohne Legionäre auskommen. Als nach der Saison 2009/10 wieder einige Mannschaften die Liga verließen, wurden von den Bundesligamannschaften vermehrt Farmteams ins Leben gerufen, womit die Oberliga den Status einer Ausbildungsliga hatte. Die Farmteams wechselten jedoch nach nur einem Jahr in die Nationalliga, und der Spielbetrieb der Oberliga musste eingestellt werden.
2018 wurde mit der Österreichischen Amateur Hockey Liga (ÖAHL) eine neue bundesweite dritte Spielklasse eingeführt, jedoch ein Jahr später wieder eingestellt.

### Landesligen
In der Saison 2018/19 gibt es sechs höchste Landesligen, deren Spielniveaus jedoch stark schwanken. Alle Ligen sind im Amateurbereich angesiedelt. Folgende Tabelle listet die Landesverbände auf:
| Liga                 | Bundesland        | Anzahl Vereine | Meister 2019          |
| -------------------- | ----------------- | -------------- | --------------------- |
| Eliteliga            | Tirol, Vorarlberg | 8              | WSG Swarovski Wattens |
| 1. OÖ EHL            | Oberösterreich    | 5              | ASKÖ Linzer Oldies    |
| NÖ Landesliga 1      | Niederösterreich  | 4              | EHC Tulln Hummels     |
| Elite League         | Wien              | 5              |                       |
| SEC Division 1       | Salzburg          | 8              |                       |
| AHC Division 1       | Kärnten           | 6              | ESC Steindorf         |
| Steirische Eliteliga | Steiermark        | 5              | ATSE Graz             |

### Dameneishockey
Das Dameneishockey ist in Österreich über weite Strecken immer noch ein Amateursport. Die jeweils besten Teams treten jedes Jahr in der international ausgetragenen Elite Women’s Hockey League (EWHL) an. Darunter existiert als höchste rein österreichische Spielklasse die Dameneishockey-Bundesliga (DEBL), unterhalb derer es noch die 2. Division gibt. Der Staatsmeistertitel wird in von Jahr zu Jahr variierendem Modus ausgespielt, jedoch beschränkt sich das Teilnehmerfeld im Regelfall auf Mannschaften aus der EWHL, die hin und wieder durch die stärksten DEBL-Teams ergänzt werden.
Im ÖEHV existiert mit der Division Dameneishockey eine eigenständige Betreuung für die Damen, die sich auch um die Zusammenstellung bzw. Organisation der Damennationalmannschaft kümmert. Durch enge Kooperation mit verschiedenen ausländischen Verbänden konnte in den letzten Jahren ein starker Qualitätszuwachs erzielt werden, wenngleich das Dameneishockey immer noch als Randsportart einzustufen ist. Aus diesem Grund ist es mitunter äußerst schwierig, die nötigen Sponsorgelder zu lukrieren, und es gibt vergleichsweise große Fluktuationen unter den existierenden Teams. Es zeichnet sich jedoch ab, dass sich diese Entwicklung langfristig stabilisieren dürfte.

## Nationalteams
Nachdem sich die Nationalmannschaft der Herren für einige Jahre in den unteren Regionen der Top-Division hatte behaupten können, begann Anfang des 21. Jahrhunderts ein ständiges Auf und Ab zwischen den besten 16 Nationen und der Division I. Zuletzt stieg die Mannschaft bei der Eishockey-WM 2009 in der Schweiz ab. Obwohl dies nur geschah, weil die eigentlich schlechter platzierten Deutschen für die WM 2010 im eigenen Land fix gesetzt waren, wurden die Konsequenzen daraus gezogen, wenngleich sich hier der Verband und die Bundesliga zunächst nicht auf die Verantwortlichkeiten einigen konnten. Lars Bergström wurde als Trainer der Mannschaft von Bill Gilligan abgelöst, dem erstmals nicht die Vorgabe erteilt wurde, so schnell wie möglich wieder aufzusteigen. Stattdessen sollte versucht werden, im Lauf der nächsten Jahre durch verstärkte Einbeziehung der Jugendspieler eine neue Mannschaft aufzubauen und mit dieser den Weg ins 21. Jahrhundert zu gehen. Gerade Letzteres war durch veraltete Strukturen bisher nicht gelungen. Der Wiederaufstieg in die A-Gruppe gelang dennoch, womit Österreich bei der WM 2011 wieder in der Topgruppe antrat.
Ähnlich verhält es sich mit den Nachwuchsmannschaften der Herren. Das U-20-Nationalteam schaffte bei der WM der Division I 2009 in Aalborg (Dänemark) mit vier Siegen und nur einer Niederlage in der Overtime den Aufstieg in die Top-Division, stieg jedoch im darauffolgenden Jahr nach einer inferioren Leistung wieder ab. Ebenso verhält es sich mit der U18-Nationalmannschaft, die 2010 sogar in die Division II absteigen musste.
Die Damennationalmannschaft zeigte bei der WM der Division I in Graz gute Leistungen, verpasste den Aufstieg aber dennoch deutlich. Die U-18-Mannschaft landete beim Turnier der Division I in Frankreich jedoch auf dem vorletzten Platz.
Insgesamt beurteilt der österreichische Eishockey-Verband die Leistungen als eher durchwachsen. Vor allem die Seniorenmannschaft der Herren bewies zuletzt, dass bei den Trainingsmethoden und der Spielerauswahl entscheidende Veränderungen unternommen werden müssen. Kritisiert wird hier jedoch vor allem von den Fans und Medien, dass mit Bill Gilligan erneut ein Trainer verpflichtet wurde, dessen Hauptaugenmerk auf einer Clubmannschaft, den EC Graz 99ers liegt, anstatt nach einem Trainer zu suchen, der sein Hauptaugenmerk auf die Entwicklung der Nationalmannschaft legen kann.
Bei den Damen zeigen die jüngsten Entwicklungen, dass der eingeschlagene Weg Früchte trägt, wenngleich immer noch das grundsätzliche Problem existiert, dass das Dameneishockey in Österreich eine reine Amateur-Sportart ist. Dieses Problem wird allerdings mit vielen europäischen Nationen geteilt.

## Österreichische Spieler im Ausland

### Senioren
| Spieler              | Position    | Mannschaft          | Liga                     |
| -------------------- | ----------- | ------------------- | ------------------------ |
| Michael Raffl        | Stürmer     | Philadelphia Flyers | NHL, Nordamerika         |
| Michael Grabner      | Stürmer     | Arizona Coyotes     | NHL, Nordamerika         |
| Konstantin Komarek   | Stürmer     | Luleå HF            | SHL, Schweden            |
| André Lakos          | Verteidiger | HC Kladno           | Extraliga, Tschechien    |
| Dominic Zwerger      | Stürmer     | HC Ambrì-Piotta     | National League, Schweiz |
| Peter Schneider      | Stürmer     | EHC Biel            | National League, Schweiz |
| Stefan Ulmer         | Verteidiger | EHC Biel            | National League, Schweiz |
| Fabio Hofer          | Stürmer     | HC Ambrì-Piotta     | National League, Schweiz |
| Benjamin Baumgartner | Stürmer     | HC Davos            | National League, Schweiz |
| Patrick Obrist       | Stürmer     | EHC Kloten          | Swiss League, Schweiz    |
| Benjamin Nissner     | Stürmer     | Tingsryds AIF       | Allsvenskan, Schweden    |

### Junioren
| Spieler          | Position    | Mannschaft                  | Liga               |
| ---------------- | ----------- | --------------------------- | ------------------ |
| Marco Rossi      | Stürmer     | Ottawa 67’s                 | OHL, Nordamerika   |
| David Maier      | Verteidiger | Peterborough Petes          | OHL, Nordamerika   |
| Senna Peeters    | Stürmer     | Halifax Mooseheads          | LHJMQ, Nordamerika |
| Thimo Nickl      | Verteidiger | Voltigeurs de Drummondville | LHJMQ, Nordamerika |
| Fabian Hochegger | Stürmer     | Voltigeurs de Drummondville | LHJMQ, Nordamerika |

### Damen
| Spieler           | Position   | Mannschaft            | Liga                             |
| ----------------- | ---------- | --------------------- | -------------------------------- |
| Denise Altmann    | Stürmerin  | Linköpings HC         | Svenska damhockeyligan, Schweden |
| Emma Pfeffer      | Stürmerin  | Linköpings HC 2       | Division 1, Schweden             |
| Janine Weber      | Stürmerin  | Connecticut Whale     | PHF, Nordamerika                 |
| Theresa Schafzahl | Stürmerin  | University of Vermont | NCAA, Nordamerika                |
| Sabrina Kühne     | Torhüterin | ZSC Lions             | SWHL A, Schweiz                  |
| Anna Hanser       | Stürmerin  | Göteborg HC           | Svenska damhockeyligan, Schweden |
| Carlotta Clodi    | Stürmerin  | Södertälje SK         | Division 1, Schweden             |